# Mszana Dolna
Mszana Dolna é um município da Polônia, na voivodia da Pequena Polônia e no condado de Limanowa. Estende-se por uma área de 27,1 km², com 7 941 habitantes, segundo os censos de 2016, com uma densidade de 293,0 hab/km².